# 阮垂仙
阮垂仙（1998年8月12日—），京族，小名Chiên Chiên，是越南选美皇后兼模特。她被加冕为2021年国际小姐。在此之前，她还曾代表越南参加位于日本主办的2018年国际小姐比赛。